# اسلوپ کلاس آکاسیا
اسلوپ کلاس آکاسیا (به انگلیسی: Acacia-class sloop) یک کلاس از اسلوپ‌ها است که طول آن ۲۵۰ فوت (۷۶٫۲ متر) می‌باشد.